# ديوغو بيريس
ديوغو بيريس هو لاعب كرة قدم برتغالي في مركز الوسط، ولد في 7 مايو 1993 في لشبونة في البرتغال. لعب مع أتليتيكو كلوب دي برتغال ونادي ديبورتيفو داس أيفيس.

## وصلات خارجية
- ديوغو بيريس على موقع قاعدة بيانات كرة القدم.إي يو (الإنجليزية)
- ديوغو بيريس على موقع Soccerway.com (الإنجليزية)